# Vilardevós
Vilardevós – gmina w Hiszpanii, w prowincji Ourense, w Galicji, o powierzchni 152,13 km². W 2011 roku gmina liczyła 2131 mieszkańców.